# 基勒环形山
基勒环形山（Keeler）是月球背面赤道区一座巨大的撞击坑，约形成于早雨海世，其名称取自美国天文学家詹姆士·愛德華·凱勒，1970年被国际天文联合会正式批准接受。

## 描述

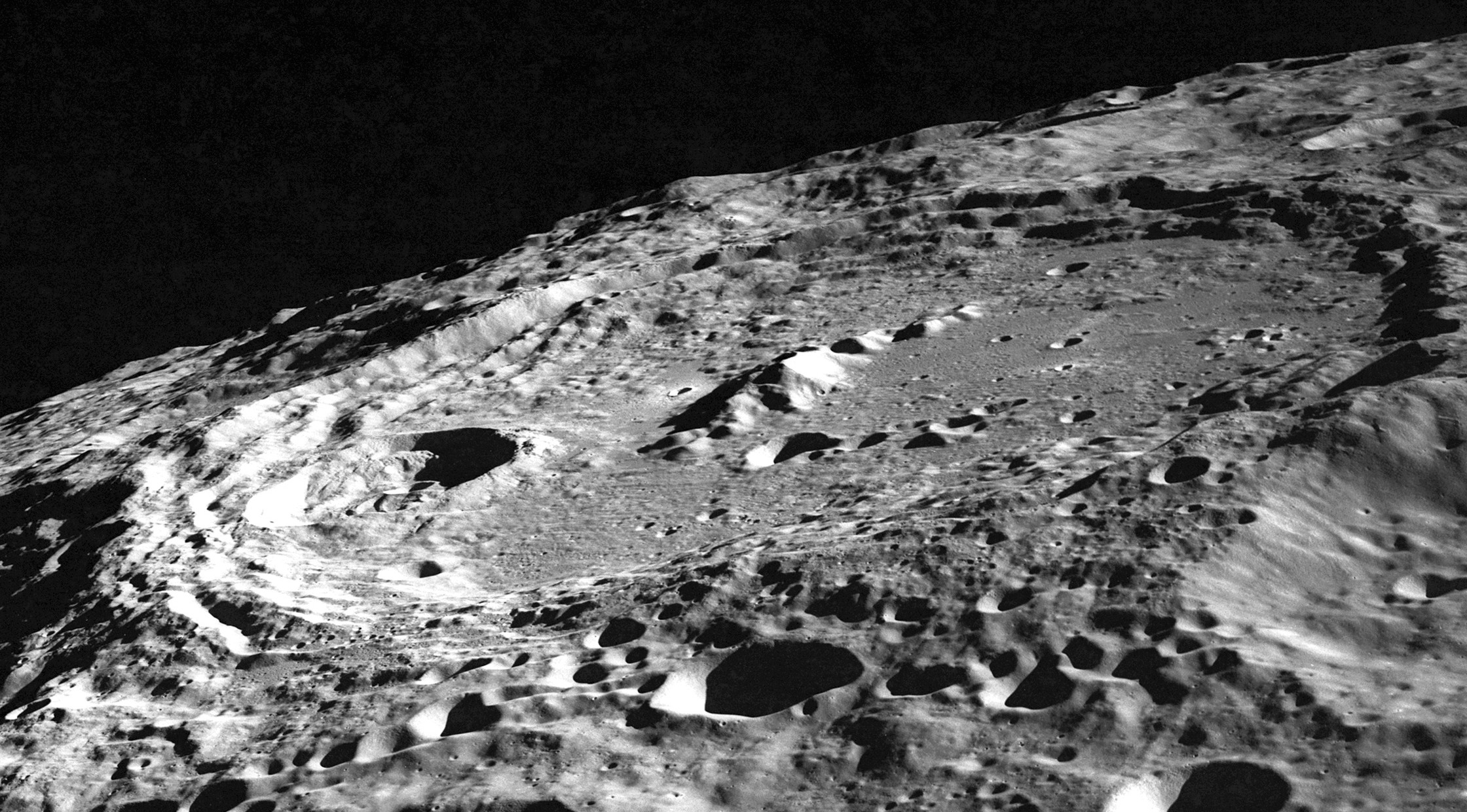
阿波罗10号拍摄的基勒环形山斜视图

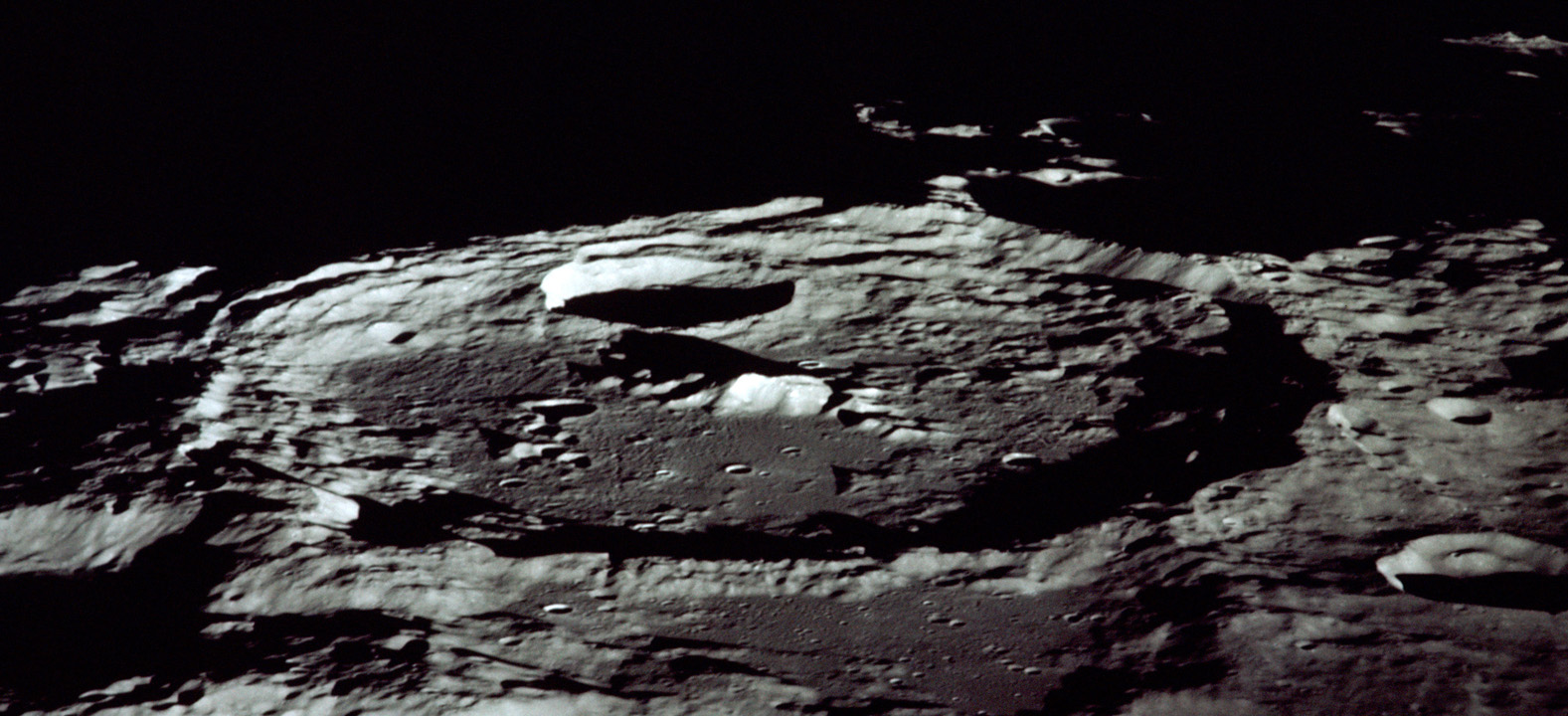
阿波罗13号拍摄的太阳低照下的基勒环形山斜视图(位于月球昼夜线上)

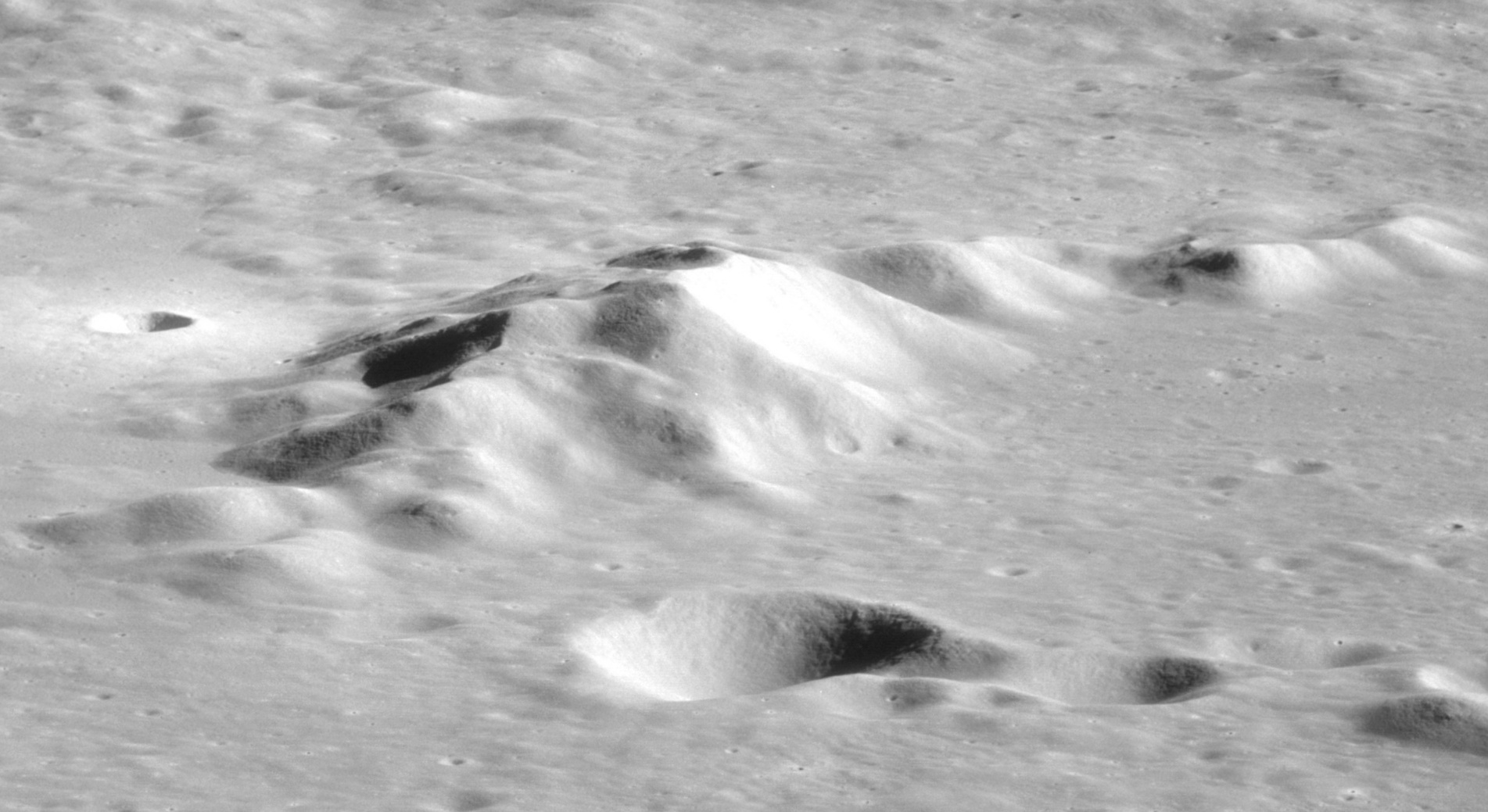
阿波罗11号拍摄的中央峰，峰顶高出坑底约3.5公里。

该陨坑西北毗邻文特里斯环形山、东北靠近斯特拉顿环形山、东侧与亥维赛环形山相接壤、东南和西南分别坐落着兹威基环形山和盖革陨石坑位于它的东南偏南和南面。该环形山的中心月面坐标为9°47′S 161°47′E / 9.78°S 161.78°E，直径158.1公里，深度2.99公里。
基勒环形山的外侧轮廓大致呈圆形，北侧略向外凸出，东侧与亥维赛环形山相连部分较平直。坑壁外侧坡平缓，内侧壁有一部分，尤其是沿南半部带有阶地结构，坑壁高出周边地形1790米。坑内地表大体平坦，但南部地区较为崎岖，东部区坐落着普兰特陨石坑，并附靠在侧壁上；中心点偏西南分布着一道小山脊，其成分主要为斜长岩和斜长橄长岩所构成；坑底北部散布着众多的小陨坑。
据月球探勘者上所载电子反射仪测量的数据显示，该陨坑是月球上数个磁场呈衰减变化的撞击区之一，越靠近中心磁场读数就越低，其范围向外扩展至自身直径1.5倍的区域。科学家们认为，该现象是由撞击所导致。
基勒环形山在得到正式命名前，曾被国际天文联合会指名为302号陨石坑。

## 卫星陨石坑
按惯例，最靠近基勒环形山的卫星坑在月图上以字母标注在该坑中心点的旁边。

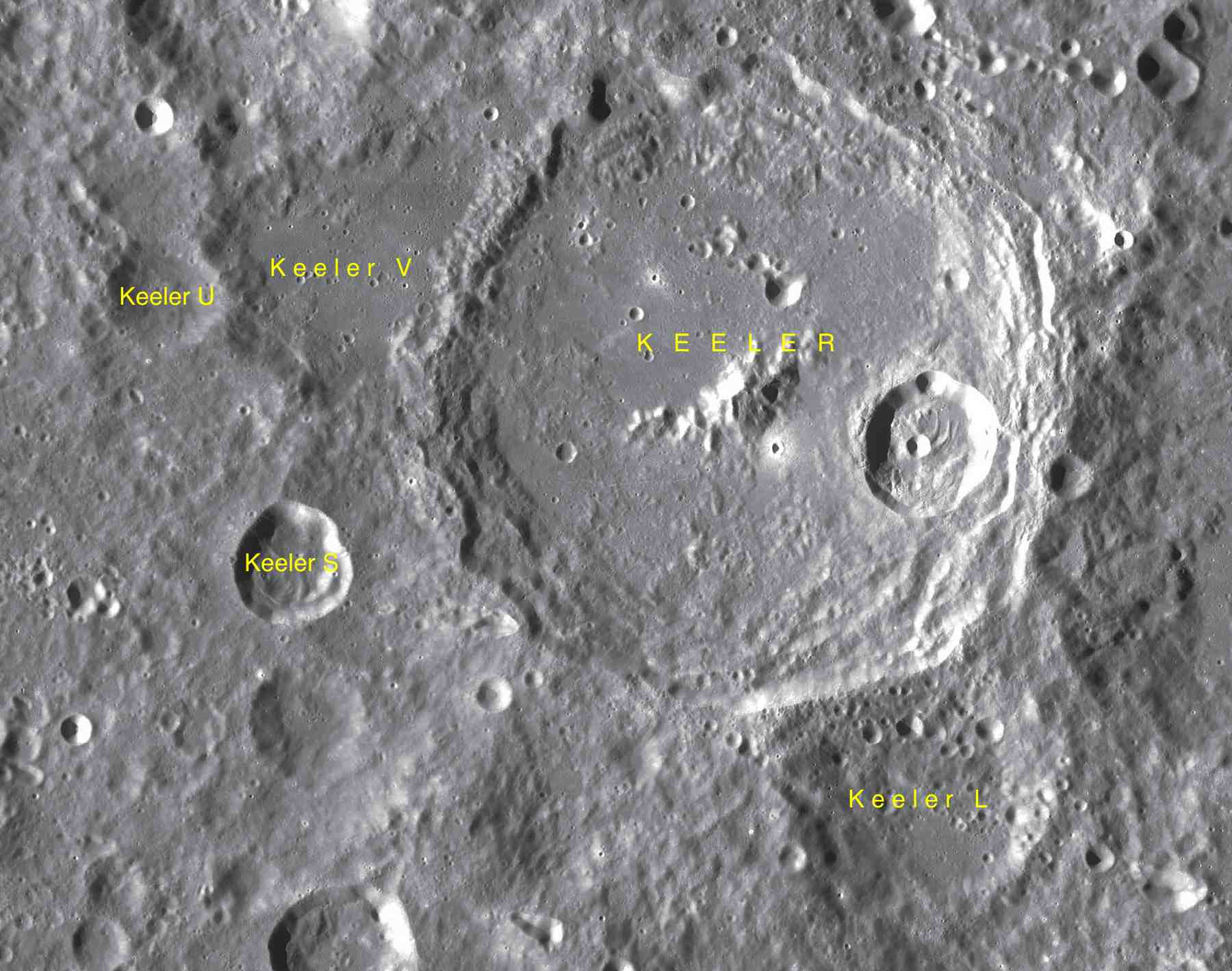
LAC-85 月面图

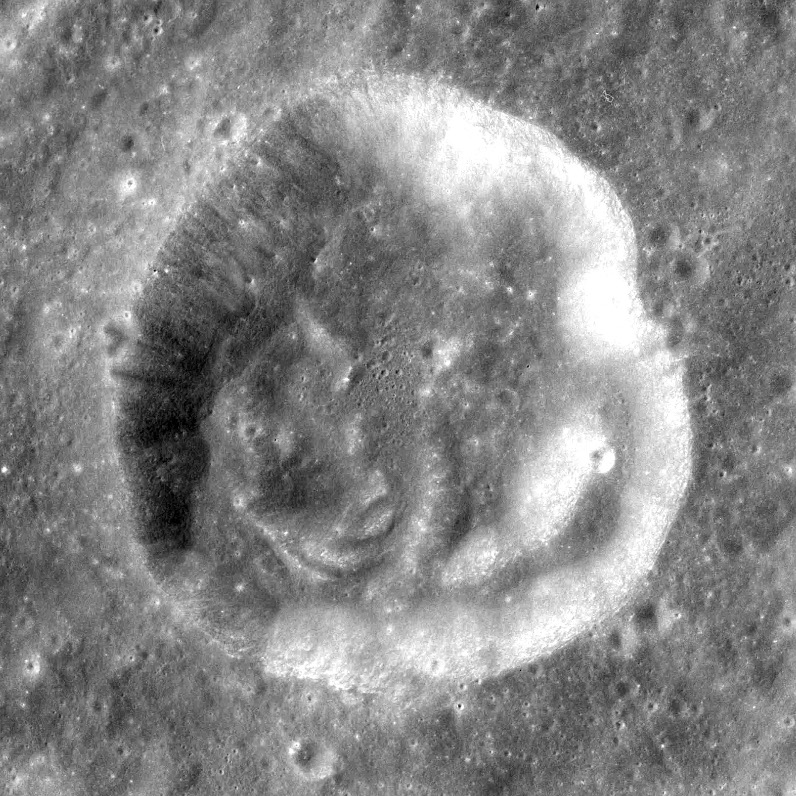
阿波罗8号拍摄的卫星坑基勒 S

| 基勒 | 纬度    | 经度     | 直径    |
| ---- | ------- | -------- | ------- |
| L    | 13.3° S | 163.2° E | 71 公里 |
| S    | 11.4° S | 158.0° E | 30 公里 |
| U    | 9.1° S  | 156.9° E | 29 公里 |
| V    | 8.9° S  | 158.3° E | 53 公里 |

- 卫星坑基勒 L约形成于前酒海纪[1]；
- 卫星坑基勒 S形成于爱拉托逊纪[1]。

## 另请参阅
- Andersson, L. E.; Whitaker, E. A. . NASA RP-1097. 1982.
- Blue, Jennifer. . USGS. July 25, 2007  [2007-08-05]. （原始内容存档于2014-09-24）.
- Bussey, B.; Spudis, P. . New York: Cambridge University Press. 2004. ISBN 978-0-521-81528-4.
- Cocks, Elijah E.; Cocks, Josiah C. . Tudor Publishers. 1995. ISBN 978-0-936389-27-1.
- McDowell, Jonathan. . Jonathan's Space Report. July 15, 2007  [2007-10-24]. （原始内容存档于2012-05-26）.
- Menzel, D. H.; Minnaert, M.; Levin, B.; Dollfus, A.; Bell, B. . Space Science Reviews. 1971, 12 (2): 136–186. Bibcode:1971SSRv...12..136M. doi:10.1007/BF00171763.
- Moore, Patrick. . Sterling Publishing Co. 2001. ISBN 978-0-304-35469-6.
- Price, Fred W. . Cambridge University Press. 1988. ISBN 978-0-521-33500-3.
- Rükl, Antonín. . Kalmbach Books. 1990. ISBN 978-0-913135-17-4.
- Webb, Rev. T. W.  6th revised. Dover. 1962. ISBN 978-0-486-20917-3.
- Whitaker, Ewen A. . Cambridge University Press. 1999. ISBN 978-0-521-62248-6.
- Wlasuk, Peter T. . Springer. 2000. ISBN 978-1-85233-193-1.